# 96327 Ullmann
96327 Ullmann este o planetă minoră (asteroid) din Inner Main Belt⁠(d). A fost descoperită pe 5 martie 1997 la Observatorul La Silla de Eric Walter Elst. 
Obiectul prezintă o orbită caracterizată de o semiaxă mare de 1,9528415641969 UAi, o excentricitate de 0,08, o înclinație de 22,8 ° în raport cu ecliptica.